# Giampaolo Mazza
Giampaolo Mazza (* 26. Februar 1956 in Genua) war zuletzt der Trainer der Fußballnationalmannschaft von San Marino und wurde gelegentlich auch als „Mister San Marino“ bezeichnet. Mitte Oktober 2013 erklärte er seinen Rücktritt von diesem Posten.
Mazza spielte während seiner aktiven Zeit hauptsächlich in der dritten italienischen Liga für den san-marinesischen Verein San Marino Calcio. 1987 beendete er seine Fußballerkarriere. Zu offiziellen Länderspieleinsätzen kam er nicht, da der san-marinesische Verband erst seit 1988 FIFA- und UEFA-Mitglied ist.
Die Nationalmannschaft seines Heimatlandes trainierte der hauptberufliche Sportlehrer seit 1998. Größter Erfolg mit der Mannschaft war dabei der bislang einzige Sieg für San Marino in einem offiziellen Länderspiel gegen die Auswahl Liechtensteins (1:0). Unter seiner Leitung erlitt das Team am 6. September 2006 aber auch seine bisher höchste Niederlage, ein 0:13 gegen Deutschland in einem EM-Qualifikationsspiel.